# Stictoptera
Stictoptera là một chi bướm đêm thuộc họ Noctuidae.

## Loài
- Stictoptera aequisecta Turner, 1933
- Stictoptera cucullioides Guenée, 1852
- Stictoptera hironsi Barnett, Emms & Holloway, 1998
- Stictoptera macromma Snellen, 1880
- Stictoptera pammeces Turner, 1920